# Gudiri
Gudiri - Гудыри (rus) - és un poble del krai de Perm, a Rússia, que en el cens del 2010 tenia 138 habitants. Forma part de l'assentament rural de Boroduli. Es troba a uns 6 km al sud-oest del centre administratiu de l'assentament rural, el poble de Boroduli.